# Растопин, Александр Анатольевич
Александр Анатольевич Растопин (17 декабря 1950, Калиновка, Свердловская область, РСФСР, СССР) — советский биатлонист, российский тренер по биатлону. Участник чемпионата мира по биатлону (1977), серебряный призёр чемпионата СССР (1976). Мастер спорта СССР международного класса, заслуженный тренер России.

## Биография
Воспитанник свердловского биатлона. В молодом возрасте переехал в Сумы по приглашению тренера Василия Леонтьевича Прокопова, стал представлять спортивное общество «Локомотив».
Дважды, в 1974 и 1976 годах, одерживал победу в индивидуальной гонке на соревнованиях «Ижевская винтовка». В 1976 году победил на Спартакиаде профсоюзов СССР. Двукратный призёр Кубка СССР (1976 и 1977). Становился победителем и призёром международных соревнований, в том числе на соревнованиях «Праздник Севера» в 1976 году стал серебряным призёром в индивидуальной гонке и победителем — в эстафете.
В 1976 году стал серебряным призёром чемпионата СССР в гонке патрулей в составе сборной общества «Локомотив».
В 1977 году вошёл в состав сборной СССР, принимал участие в чемпионате мира 1977 года в Лиллехаммере. Стартовал только в одной дисциплине — индивидуальной гонке, в которой занял четвёртое место.
По окончании спортивной карьеры вернулся в Екатеринбург, где стал работать тренером. Возглавлял сборную Свердловской области по биатлону. Был одним из тренеров двукратного олимпийского чемпиона Сергея Чепикова, победителя Универсиады и призёра чемпионата Европы Виталия Чернышёва.